# Incidente del CASA C-212 della Fuerza Aérea de Chile del 2011
Il 2 settembre 2011, un CASA C-212 Aviocar della Fuerza Aérea de Chile in volo da Santiago all'Isola di Robinson Crusoe, in Cile, precipitò in mare durante la manovra di atterraggio. Tutti i 21 a bordo morirono.
L'aereo trasportava una troupe della TV nazionale cilena e tra le vittime vi erano il presentatore Felipe Camiroaga e il giornalista Roberto Bruce.

## L'aereo
Il velivolo coinvolto era un biturboelica Casa C-212 Aviocar 300DF con il numero di coda 966. Era stato prodotto nel 1994 con il numero di serie 443.

## L'incidente
L'aereo era impegnato in un volo di soccorso a sostegno delle operazioni a seguito del terremoto del Cile del 2010. Era operato dal 10º Gruppo di trasporto dell'Aeronautica militare cilena. Partì dall'aeroporto Internazionale Arturo Merino Benítez di Santiago alle 13:52 ora locale (16:52 UTC), diretto all'aeroporto Robinson Crusoe, con quattro membri dell'equipaggio e diciassette passeggeri a bordo.
Il volo durò quasi tre ore, ostacolato da condizioni meteorologiche avverse e forti venti. Arrivato sopra l'aeroporto, l'aereo sorvolò l'intera pista e si posizionò per un atterraggio nella direzione opposta. Tuttavia, a causa del forte vento laterale, l'avvicinamento venne interrotto e il bimotore effettuò un secondo tentativo.
Alle 16:48, il personale dell'aeroporto osservò il velivolo eseguire un'ampia virata a bassa quota per poi scomparire dalla vista dietro una collina senza riemergere. Il C-212 si era schiantato in mare tra le isole Robinson Crusoe e Santa Clara, provocando la morte di tutti a bordo.
I pescatori e gli abitanti del luogo trovarono in seguito i corpi di un uomo e di due donne che galleggiavano in mare. Il 7 settembre furono recuperati altri quattro corpi. L'incidente è stato il peggiore subito dall'Aeronautica cilena dal 1977 e il terzo peggiore nella sua storia.

## Le indagini
Gli investigatori conclusero che, mentre volava nel tratto sottovento intorno al campo di volo a 650 piedi (200 m) sopra il mare, un'improvvisa perdita di controllo fece sì che il velivolo rollasse quasi capovolto, perdesse quota e colpisse la superficie dell'acqua.
La perdita di controllo venne attribuita alle condizioni meteorologiche avverse prevalenti in quel momento, caratterizzate da venti forti e rafficati derivanti da un fronte meteorologico che stava attraversando la zona. Anche la turbolenza nella scia del terreno circostante e il wind shear furono citati come fattori.